# The Spirit of Radio: Greatest Hits 1974-1987
Albums de Rush
Retrospective II: 1981-1987
(1997) Gold
(2006)
The Spirit of Radio: Greatest Hits 1974–1987 est la sixième compilation du groupe rock canadien Rush, sortie le 11 février 2001. Elle inclut la plupart des chansons les plus populaires de la période Mercury Records. Une édition spéciale de l'album incluait un DVD contenant les clips de plusieurs chansons, incluant Mystic Rhythms (qui n'apparait pas sur l'album).

## Liste des chansons
| 1.    | Working Man                           | Rush (1974)                 | 7:11 |
| 2.    | Fly by Night                          | Fly by Night (1975)         | 3:22 |
| 3.    | 2112 Overture / The Temples of Syrinx | 2112 (1976)                 | 6:45 |
| 4.    | Closer to the Heart                   | A Farewell to Kings (1977)  | 2:53 |
| 5.    | The Trees                             | Hemispheres (1978)          | 4:42 |
| 6.    | The Spirit of Radio                   | Permanent Waves (1980)      | 4:57 |
| 7.    | Freewill                              | Permanent Waves             | 5:23 |
| 8.    | Limelight                             | Moving Pictures (1981)      | 4:20 |
| 9.    | Tom Sawyer                            | Moving Pictures             | 4:33 |
| 10.   | Red Barchetta                         | Moving Pictures             | 6:10 |
| 11.   | New World Man                         | Signals (1982)              | 3:43 |
| 12.   | Subdivisions                          | Signals                     | 5:34 |
| 13.   | Distant Early Warning                 | Grace Under Pressure (1984) | 4:58 |
| 14.   | The Big Money                         | Power Windows (1985)        | 5:35 |
| 15.   | Force Ten                             | Hold Your Fire (1987)       | 4:32 |
| 16.   | Time Stand Still                      | Hold Your Fire              | 5:09 |
| 79:49 |                                       |                             |      |

## Chansons sur le DVD
1. Closer to the Heart
2. Tom Sawyer
3. Subdivisions
4. The Big Money
5. Mystic Rhythms

## Personnel
- Geddy Lee – basse, claviers, chant
- Alex Lifeson – guitares acoustique et électrique, synthétiseur, chœurs
- Neil Peart – batterie, percussions, textes
- John Rutsey – batterie sur Working Man

## Personnel additionnel
- Aimee Mann – chœurs sur Time Stand Still et Force Ten

## Réception
Aaron Latham de AllMusic décrit la compilation comme une sélection des plus grands hits du groupe qui n'en inclut pas trop, prenant pour exemple Chronicles et Retrospective I et II, et qui donne un aperçu d'un des groupes les plus efficaces et innovants du rock. Paul Elliott du magazine Q nota que « Ce best of de 16 titres saute les premières années... », « Les années 1980 ont apporté des chansons plus courtes, de meilleurs mélodies et même un hit entré dans le Top 20 britannique avec The Spirit of Radio, un des plus grands singles de rock et peut-être la seule chanson qui inclut une référence à Simon and Garfunkel, une section en reggae et le mot 'discret' »,.